# Seder-Masochism
Pour plus de détails, voir Fiche technique et Distribution.
Seder-Masochism est un film d'animation américain réalisé par Nina Paley et sorti en 2018. À certains moments du film, les animateurs ont eu recours à l'animation flash.

## Synopsis
Le Livre de l'Exode est raconté ici par Moïse et son frère Aaron, l'Ange de la mort, Jésus et par le dieu hébreu Yahweh. La déesse mère se retrouve dans une lutte contre ce nouveau patriarcat.
Le titre du film est un jeu de mots autour du séder, un rite juif, et du sado-masochisme, un ensemble de pratiques sexuelles utilisant la contrainte.

## Fiche technique
- Titre : Seder-Masochism
- Réalisation : Nina Paley
- Scénario : Nina Paley
- Animation : Nina Paley
- Montage : Nina Paley
- Musique :
- Producteur : Nina Paley
- Production :
- Distribution :
- Pays d’origine :  États-Unis
- Format : couleur
- Genre : Animation, comédie dramatique, comédie musicale
- Durée : 78 minutes
- Dates de sortie :
  -  France : 11 juin 2018 (FIFA 2018)
  -  Canada : 21 novembre 2018 (SCA 2018)[1]

## Distribution
- Barry Gray : Jésus
- Hiram Paley : Notre Père
- Nina Paley : la chèvre sacrificielle